# Pinkekarcsa
Pinkekarcsa (szlovákul Pinkove  Kračany) Egyházkarcsa településrésze, egykor önálló falu Szlovákiában, a Nagyszombati kerületben, a Dunaszerdahelyi járásban. A Karcsák falucsoport része.

## Fekvése
Dunaszerdahelytől 4 km-re délnyugatra fekszik.

## Története
Vályi András szerint „Egyház Karcsa. E’ Helységhez tizen egy hasonló nevezetű faluk vagynak Posony Vármegyében, ú. m. Amade Karcsa, Pinke Kartsa, Morótz Karcsa, Göntzöl Karcsa, Kultsár Karcsa, Etre Karcsa, Király fia Karcsa, Domárd Karcsa, Erdőhát Karcsa, Solymos Karcsa, földes Urai külömbféle Urak, a’ mint nevezetekből is ki tetszik, Sípos Karcsa, Kastély Karcsának is neveztetik régi formára épűlt kastéllyától; lakosai katolikusok, többnyire egymástól nem meszsze fekszenek, ’s határjaik is majd hasonló tulajdonságokkal bírnak.”
Fényes Elek szerint „Karcsa (Pinka-), magyar falu, Pozsony vmegyében: 159 kath. lak.”
A trianoni békeszerződésig Pozsony vármegye Dunaszerdahelyi járásához tartozott.

## Népessége
1910-ben 183, túlnyomórészt magyar anyanyelvű lakosa volt.
2001-ben Egyházkarcsának 1162 lakosából 1078 magyar és 64 szlovák volt.

## Külső hivatkozások
- Községinfó
- E-obce.sk Archiválva 2008. február 19-i dátummal a Wayback Machine-ben
- Egyházkarcsa Szlovákia térképén